# Marché de Namdaemun
Le marché de Namdaemun est un immense marché traditionnel situé à Séoul, en Corée du Sud. Il se trouve près de Namdaemun, la « Grande porte du Sud », qui était la principale porte méridionale menant à la vieille ville. C'est le plus vieux et le plus grand marché de Corée.

## Histoire
Le marché a été fondé en 1414, sous le règne du roi Taejong. Il a été détruit durant la guerre de Corée et ravagé à plusieurs reprises par des incendies.

## Caractéristiques

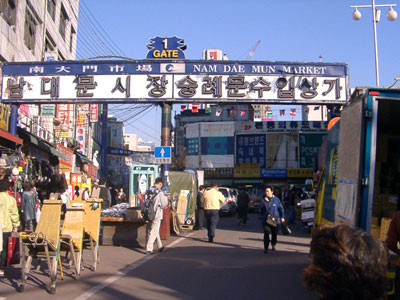
Une des entrées du marché.
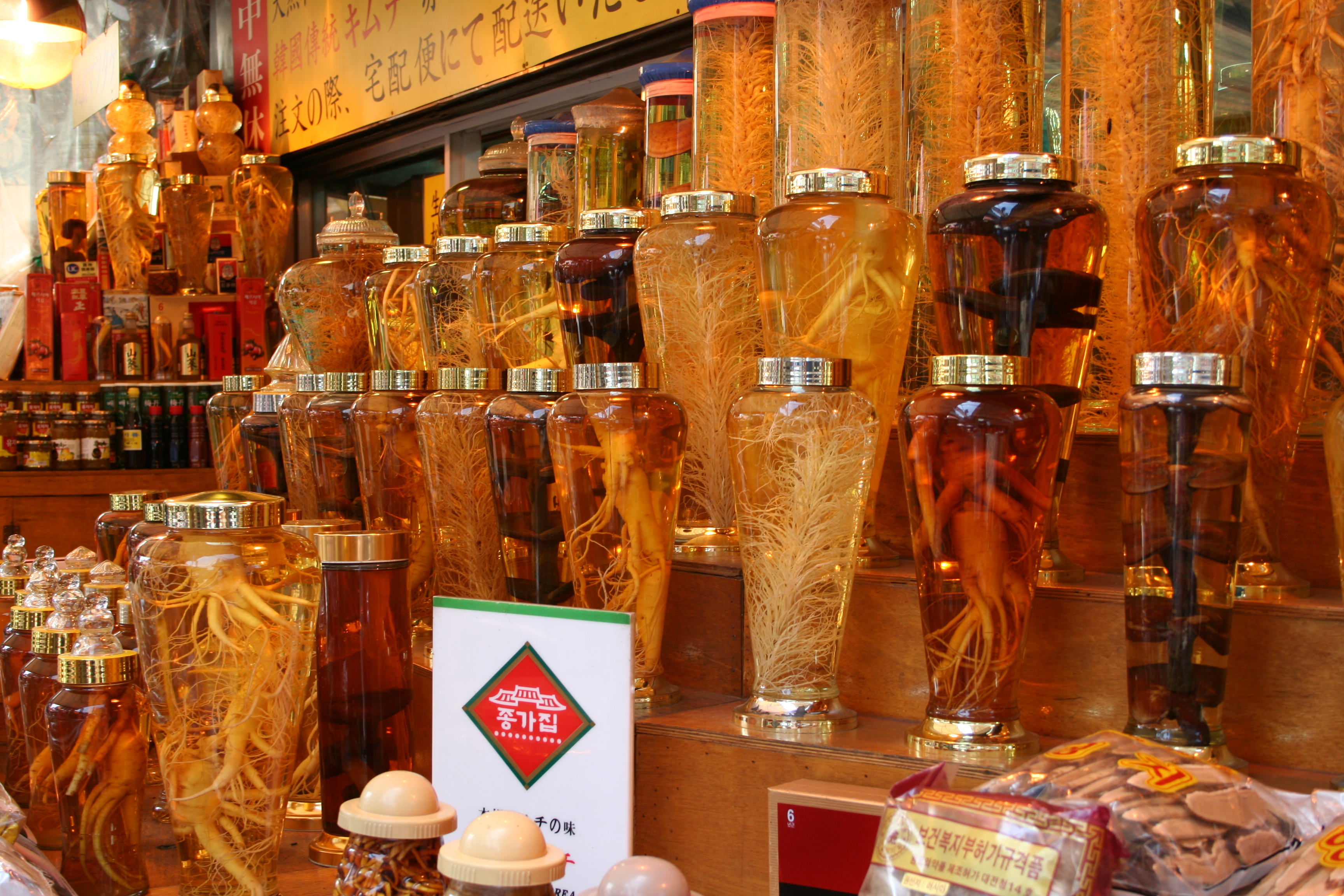
Un magasin de ginseng.
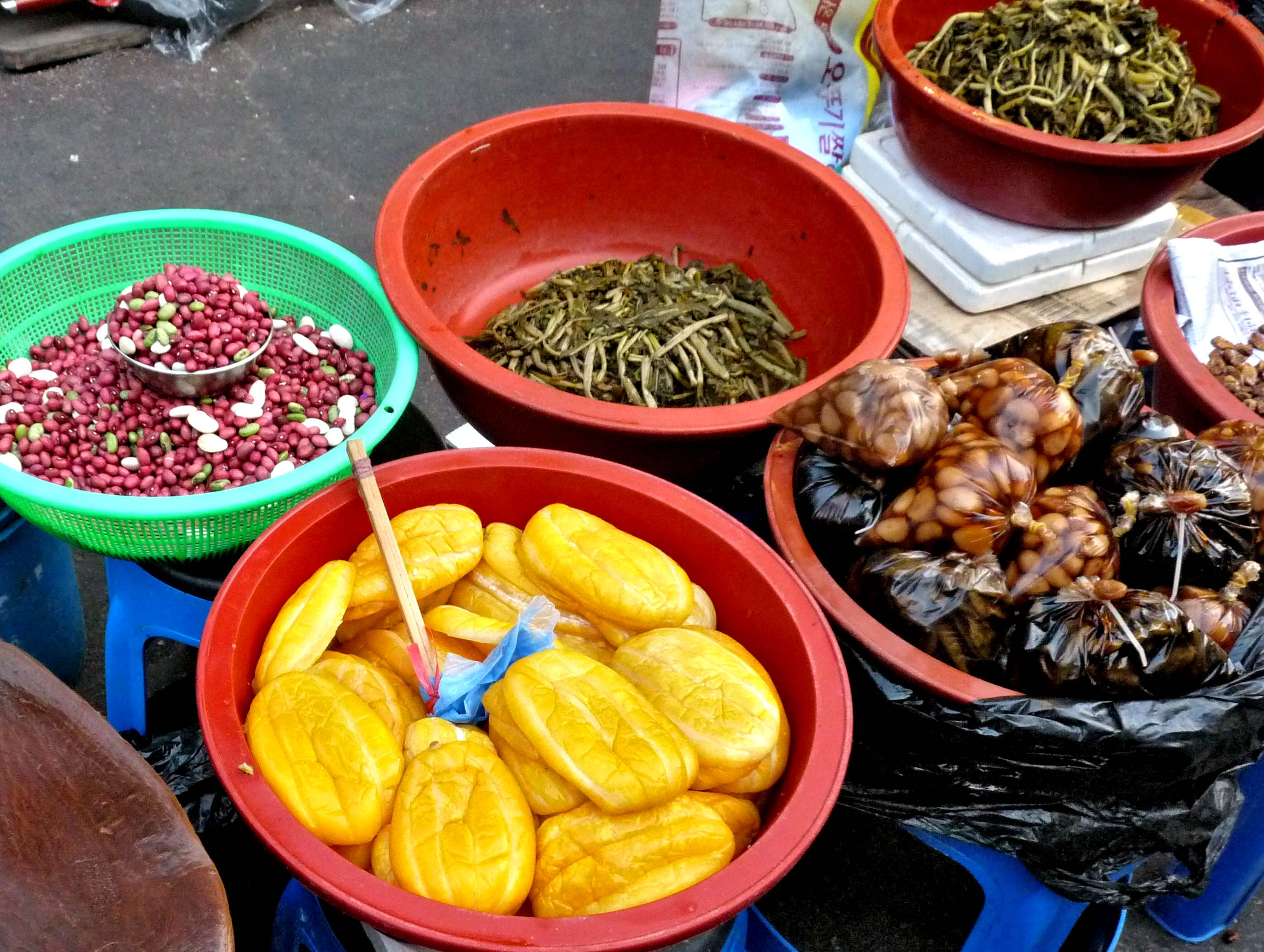
Nourriture en vente sur un trottoir du marché.
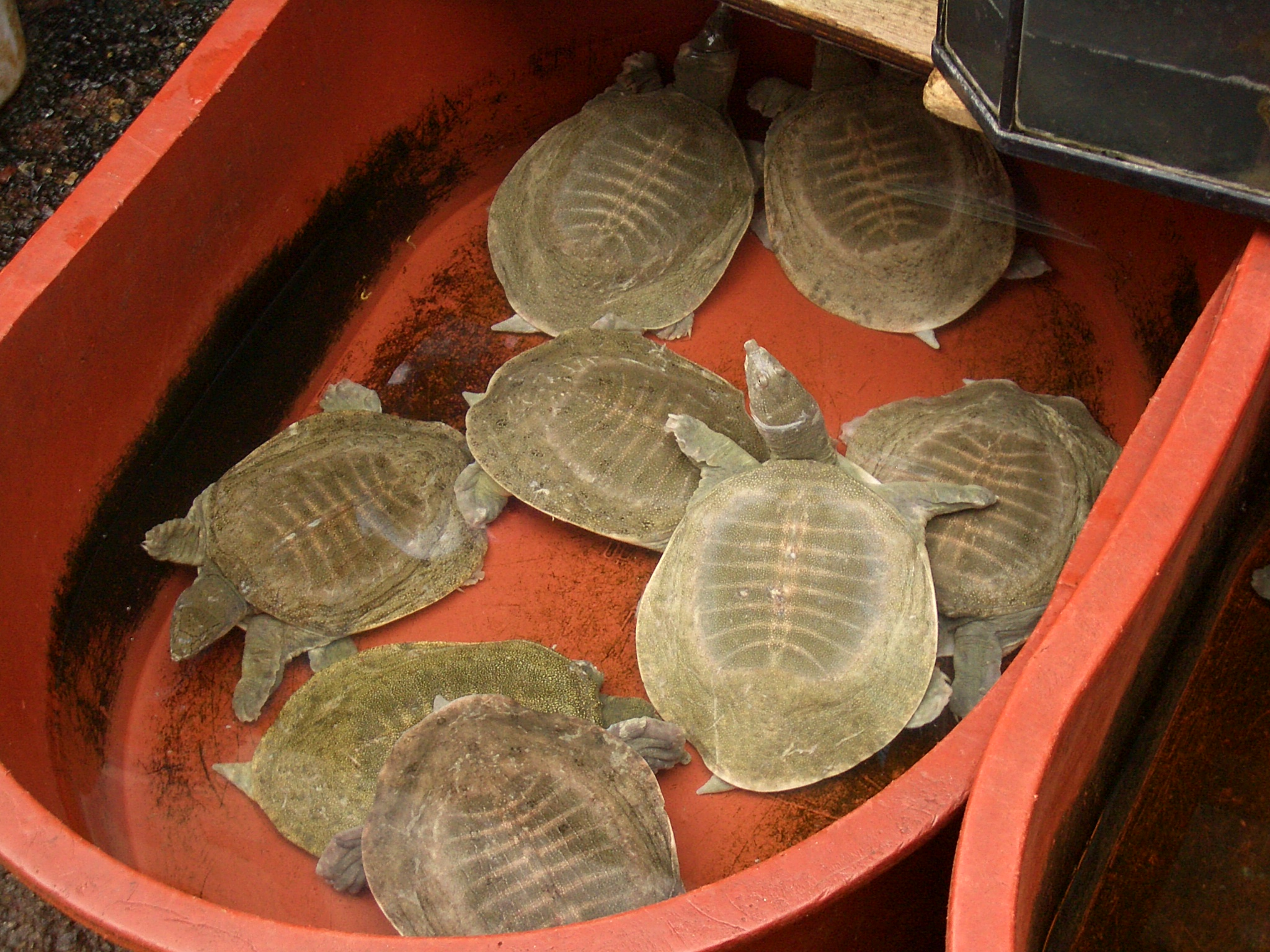
Des trionyx de Chine en vente au marché.